# Joan Calabuig
Joan Calabuig Rull (Valencia, 24 de mayo de 1960) es un político español. Fue diputado de la IX Legislatura de España por la circunscripción de Valencia. Es miembro del PSPV-PSOE, formando parte de la ejecutiva regional.

## Biografía
Comenzó en político en las Juventudes Socialistas llegando a ser presidente de la IUSY entre 1985 y 1989. Además, desde 1983 hasta 1987 fue diputado en las Cortes Valencianas. Al abandonar su puesto en la IUSY paso a dirigir la Dirección General del Instituto Valenciano de la Juventud, hasta 1995 cuando el Partido Popular ganó las elecciones autonómicas.
Además formó parte del Parlamento Europeo entre 2004 y 2008. Lo abandonó para presentarse como diputado a las elecciones generales de 2008 en una candidatura encabezada por la vicepresidenta del gobierno María Teresa Fernández de la Vega. Las elecciones en la circunscripción valenciana las ganó el Partido Popular, obteniendo nueve diputados frente a siete del PSOE. Fue candidato a la alcaldía de Valencia en las elecciones de 2011 ocupando actualmente el cargo de portavoz del Grupo Municipal Socialista, y desde 2015, tras alcanzar un pacto de gobierno, primer teniente de alcalde de Valencia.

## Cargos desempeñados
- Diputado por Valencia en las Cortes Valencianas (1983-1987)
- Director general del Instituto Valenciano de la Juventud (1987-1995).
- Diputado del Parlamento Europeo (2004-2008).
- Diputado por Valencia en el Congreso de los Diputados (2008-2011).
- Concejal del Ayuntamiento de Valencia (Desde 2011).
- Portavoz del Grupo Socialista en el Ayuntamiento de Valencia (desde 2011).
- Secretario general del PSPV de la Ciudad de Valencia (2012-2018).
- Primer teniente de alcalde de Valencia (desde 2015)